# Royal Opera
De Royal Opera is het bekendste operagezelschap van Londen en het Verenigd Koninkrijk. Het gezelschap werd opgericht in 1946 en is gevestigd in het Royal Opera House, een operazaal in Covent Garden, centraal Londen. 

## Directeuren vanaf 1945
| Eerste dirigenten              | Algemene directeuren                        |
| ------------------------------ | ------------------------------------------- |
| 1946 tot 1951: Karl Rankl      | 1946 tot juli 1970: David Webster           |
| 1955 tot 1958: Rafael Kubelík  |                                             |
| 1958 tot 1961: Interregnum     |                                             |
| 1961 tot 1971: Georg Solti     |                                             |
| 1971 tot 1987: Colin Davis     | juli 1970 tot juli 1988: John Tooley        |
| 1987 tot 2002: Bernard Haitink | 1988 tot december 1996: Jeremy Isaacs       |
|                                |                                             |
|                                | januari tot mei 1997: Genista Macintosh     |
|                                | september 1997 tot maart 1998: Mary Allen   |
|                                | september 1998 to juni 2000: Michael Kaiser |
| 2002-nu: Antonio Pappano       | mei 2001 tot nu: Tony Hall                  |

### Covent Garden Opera Company
In de jaren onmiddellijk na de Tweede Wereldoorlog was de Covent Garden Opera Company (zoals het gezelschap oorspronkelijk genoemd werd) van plan om alleen opera’s in het Engels uit te voeren en gebruik te maken van getalenteerde Britse zangers. Verder voerde de Royal Opera belangrijke werken uit van Britse componisten, zoals Benjamin Britten (Billy Budd in december 1951 en Gloriana in 1953, ter gelegenheid van de kroning van koningin Elizabeth II), Ralph Vaughan Williams, Arthur Bliss en Michael Tippett.
Veel Engelstalige zangers maakten er hun debuut in die jaren voor 1955, waaronder Joan Sutherland, Jon Vickers, Michael Langdon en Geraint Evans. Deze Britse talenten begonnen echter in een tijdperk waar er aan het fenomeen opera in het Engels steeds minder aandacht werd geschonken. Bovendien bleken er naast Elisabeth Schwarzkopf en Hans Hotter, die respectievelijk als Mimi (in La Boheme) en als Wotan in 1948 optraden, maar weinig internationaal bekende zangers te zijn die hun rollen in het Engels wilde leren. Toen het steeds duidelijker werd dat Covent Garden er niet in slaagde internationaal talent aan te trekken voor een gezelschap dat uitsluitend in het Engels optrad  kwam men terug op een nooit formeel vastgelegd standpunt, wat slechts matige tegenstand ondervond..
Vooral in de jaren dat Rafael Kubelík er eerste dirigent was kwam er een belangrijk aantal zangers uit Groot-Brittannië en de Commonwealth naar voren, zoals de sopranen Amy Shuard, Joan Sutherland, Elsie Morrison, Marie Collier, Josephine Veasey en Joan Carlyle en de tenoren Jon Vickers en Peter Pears en de bassen Michael Langdon en Geraint Evans.
Tegen 1958, met het succes van een belangrijke internationale productie van Luchino Visconti van Verdi's Don Carlos, met zangers van het niveau van Tito Gobbi, Boris Christoff, Fedora Barbieri en met Carlo Maria Giulini als dirigent verwierf de Royal Opera internationaal aanzien. Maria Callas trad er in die tijd op, onder meer in 1957 in La traviata, in 1959 in Medea, en in 1964 en 1965 in Tosca.  Sutherland werd er wereldberoemd, net als Vickers and Evans.
Toen Georg Solti in 1961 eerste dirigent werd, beweerde hij niets te weten van de oorspronkelijke doelstellingen en zei dat Sadler's Wells (tegenwoordig de English National Opera) deze taak met overduidelijk succes had overgenomen.

### Royal Opera
In oktober 1968 kende de koningin het gezelschap het recht toe zich "koninklijk" te noemen wat "een passende toevoeging was voor een gezelschap wat van een bescheiden begin in twintig jaar was uitgegroeid tot een internationaal beroemde en gerespecteerde instelling".
Samen met het Royal Ballet deelt de Royal Opera het "Orchestra of the Royal Opera House", een vast symfonieorkest met een volledige bezetting. Het heeft haar eigen koor met meer dan veertig zangers: het Royal Opera Chorus. 

## Management, geld en politiek
De Royal Opera heeft de laatste dertig jaar op dit gebied het nodige beleefd.  Haar financiële toekomst was steeds verzekerd, ook in de donkere economische dagen van de jaren zeventig. Aan het artistiek peil en handhaving van het kwaliteitsniveau werd vootdurend aandacht geschonken. De prijs van de kaarten in relatie tot de toegankelijkheid voor de verschillende groepen toeschouwers was voortdurend een onderwerp van discussie. Lebrecht's boek is  duidelijk over wat het gezelschap heeft doorgemaakt in een cultureel veranderende samenleving en het financiële klimaat in de tweede helft van de 20e eeuw.
Tijdens de bewindvoering door Jeremy Isaacs werd het theater grondig gerenoveerd en tijdelijk gesloten. Het gezelschap slaagde er niet in gedurende deze sluiting een alternatieve locatie te vinden.
Het was duidelijk dat Isaacs veel tijd en energie stak in de verbetering van de financiële positie en de projecten van  The House, zoals het in een documentaire van de BBC genoemd werd. Uiteindelijk nam hij een jaar voordat zijn contract afliep ontslag, uit protest tegen een gebrek aan subsidie. De verbouwing kostte uiteindelijk £216 miljoen.
Zijn opvolgster Genista McIntosh vond dat de baan te veel stress met zich meebracht en vertrok al na vijf maanden, wat een zware uitdaging vormde voor de nieuwe staatssecretaris van Labour, Chris Smith. Na een bespreking met Lord Chadlington, de voorzitter van de Royal Opera, kwamen zij overeen dat Mary Allen, toen nog secretaris-generaal van de Arts Council of England, deze taak op zich zou nemen. Dat deed ze kort, maar haar benoeming was controversieel (ze overtrad onder meer de richtijnen van de Arts Council). Ze nam in maart 1998 alweer ontslag, na een kritisch rapport van het Select Committee van het Lagerhuis report over het financiële wanbeleid  van de laatste jaren. De complete Raad van Bestuur nam als gevolg daarvan ontslag.
Desondanks slaagde men er in een jonger publiek aan te trekken, vooral doordat na de verbouwing de Floral Hall een schitterende gelegenheid was geworden om vooraf te dineren en tijdens de pauze een hapje en een drankje te nemen, samen met het feit dat een groter aantal betaalbare stoelen was gecreëerd in het oude amfitheater. 
De komst van de nieuwe Britse eerste dirigent Antonio Pappano, voorafgegaan door de benoeming van een nieuwe Algemeen Directeur in mei 2001, Tony Hall, bracht rust en er brak een nieuwe tijd aan voor het gezelschap. 
De laatste jaren is er een nieuwe ontwikkeling gaande: Er worden op een groot scherm opnamen van live uitvoeringen getoond. In november 2002 ging de Royal Opera een samenwerkingsverband aan met het Music Theatre Wales, een reizend operagezelschap dat gevestigd is in Cardiff.

## Lectuur
- Allen, Mary, A House Divided, Simon & Schuster, 1998
- Donaldson, Frances, The Royal Opera House in the Twentieth Century, Weidenfeld & Nicolson, London, 1988.
- Haltrecht, Montague,The Quiet Showman: Sir David Webster and the Royal Opera House, Collins, London, 1975.
- Lebrecht, Norman, Covent Garden: The Untold Story: Dispatches from the English Culture War, 1945-2000, Northeastern University Press, 2001.
- Moss, Kate, The House: Inside the Royal Opera House Covent Garden, BBC Books, London, 1995.
- Rosenthal, Harold, Opera at Covent Garden, A Short History, Victor Gollancz, London, 1967.
- Tooley, John, In House: Covent Garden, Fifty Years of Opera and Ballet, Faber and Faber, London, 1999.
- Thubron, Colin (text) and Boursnell, Clive (photos), The Royal Opera House Covent Garden, Hamish Hamilton, London, 1982.